# Cornelis Decker
Cornelis Gerritsz Decker (1625 ca – Haarlem, 1678) è stato un pittore olandese.

## Biografia

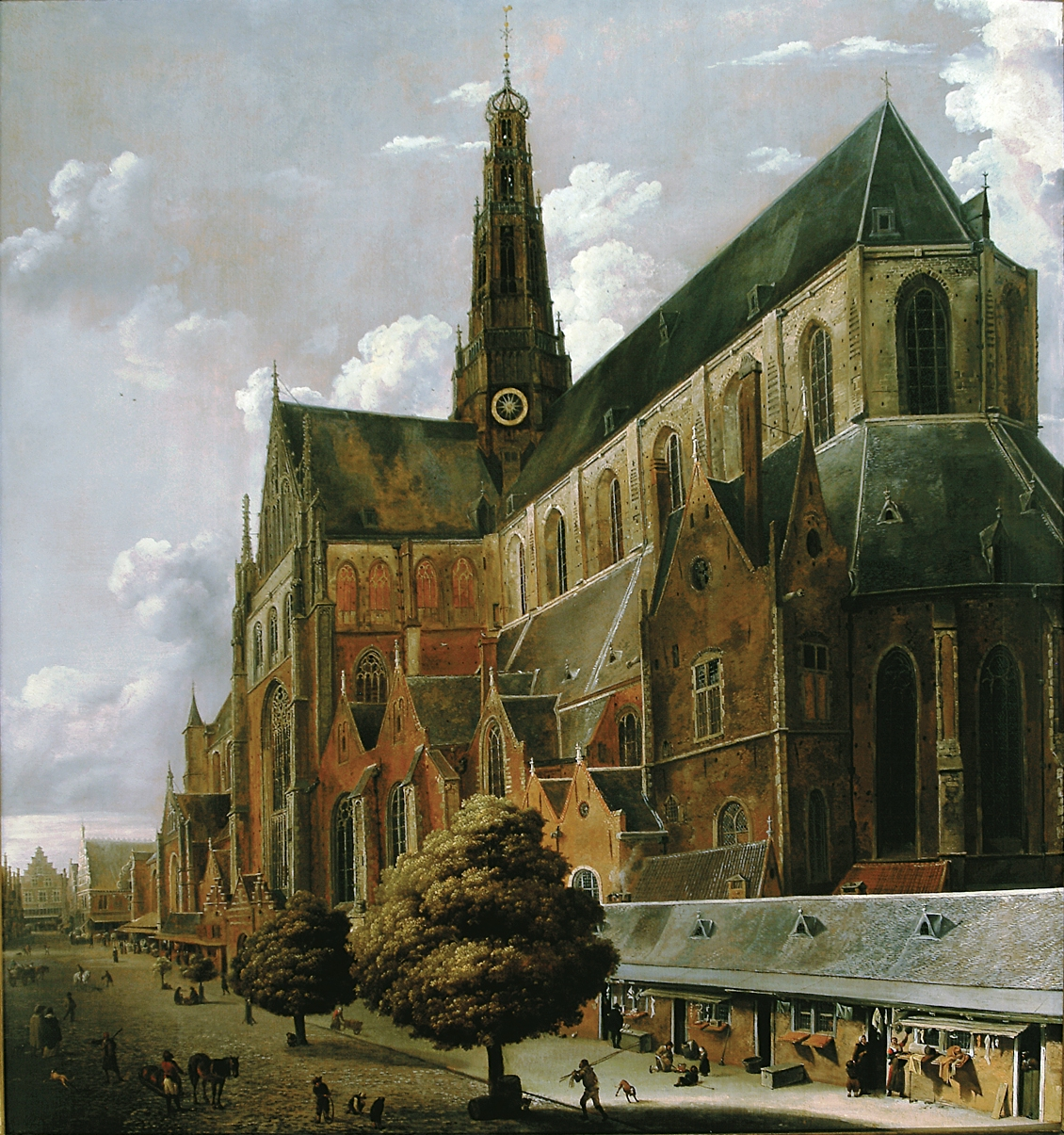
Chiesa di San Bavone ad Haarlem

La vita dell'artista, allievo di Salomon van Ruysdael e membro della Ghilda di Harlem dal 1643, è poco conosciuta. I suoi dipinti, tra il 1640 e il 1671, rappresentano generalmente vedute di vecchie fattorie, cinte di alberi, in un paesaggio di dune. I suoi temi e il suo stile si spirano direttamente all'opera di Jacob van Ruisdael, mentre i personaggi delle sue tele ricordano spesso quelli di un altro pittore di Haarlem, Adriaen van Ostade; secondo la tradizione quest'ultimo gli avrebbe eseguiti nei quadri di Decker.
Una piccola serie di interni con tessitori al lavoro, firmato solo Decker, è stata attribuita a un certo Jan Decker; ma da qualche tempo questa serie è stata riconosciuta come opera di Cornelis.
Sue opere si trovano a Londra, a Monaco, ad Amsterdam, e in Francia, a Parigi, al castello di Compiègne e nei musei di Béziers, Marsiglia, Nancy, Orléans e Rennes.